# Liste de civilisations de l'Afrique précoloniale

Carte panchronique de l'Afrique précoloniale.

Cet article est une liste (non-exhaustive) des civilisations de l'Afrique précoloniale.
La classification européenne des périodes historiques ne s'applique pas à l'histoire de l'Afrique mais peut tout au plus servir de repère chronologique : par exemple l'Égypte pharaonique et le royaume d'Aksoum sont contemporains de l'Antiquité, l'empire du Ghana de l'Antiquité tardive, celui de Gao du Moyen Âge, celui des Songhaï de la Renaissance et celui des Lounda, royaume Bushi de la période moderne précoloniale. De nombreux types de communautés étatiques, fédérations de communautés, monarchies ou aires d'influence ont existé durant la période précédent le partage de l'Afrique par les puissances coloniales :
- Les civilisations de l'âge du fer en l'Afrique du Nord (Égypte notamment) ;
- Les pays du Pount et du D'mt dans la corne de l’Afrique ;
- Le Royaume d'Aksoum suivi par l'Empire éthiopien dont l'existence continue du XIIIe au XXe siècle ;
- Les Califats islamiques médiévaux (du VIIIe au XIIIe siècle) en Afrique du Nord et de la Corne de l'Afrique ;
- L’empire Ashanti ;
- Les royaumes du Sahel ;
- Les monarchies du XVe au XIXe siècle :
  - sultanats islamiques du Soudan et de la Corne de l'Afrique ;
  - royaumes d'Afrique de l'Ouest ou royaumes du Sahel, par exemple ceux du Ghana, du Songhaï, de Gao, des Mossi, d'Abomey, du Kanem, de Kong, d'Adamaoua ou de Bam ;
  - royaumes d'Afrique centrale et australe, par exemple ceux du Kongo, Kitara, Bouganda, Lunda, Luba, Moutapa (ou Monomotapa), Zulu, Sotho ou Swazi.

## Préhistoire
La périodisation de la préhistoire africaine par les anglo-saxons est fondée sur une tripartition, tandis que les francophones utilisent un système plus détaillé, non limité à l'Afrique,.La préhistoire qui commença par l'apparition de l'homme jusqu'à l'homme moderne explique l'existence et l'origine de l'homme. D'origine africaine toutes les couleurs de peau viennent de l'Afrique car ils ont en commun presque les mêmes formation génétique. L'homme moderne encore appelé Homos sapien par son savoir et sa conquête tout autour gagna d'autres régions qui sont aujourd'hui des continents.

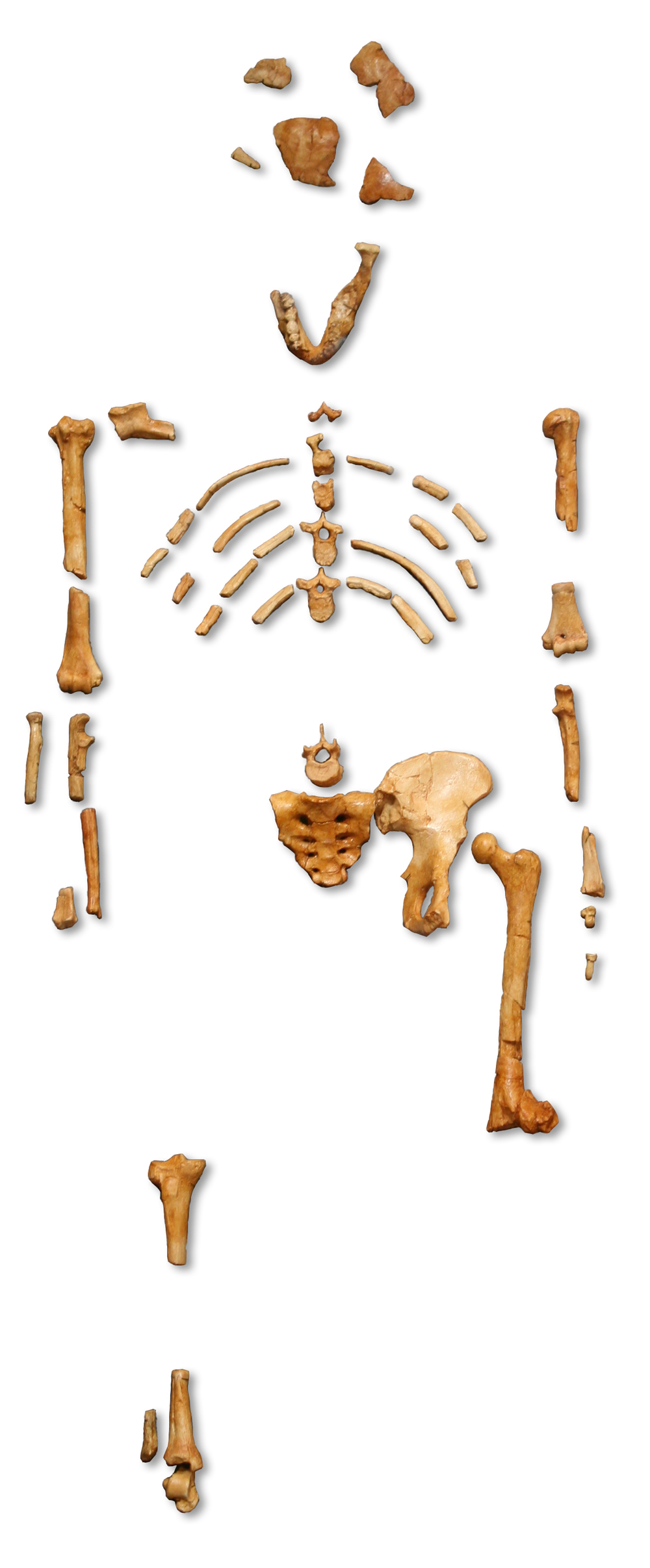
Lucy, un squelette relativement complet d’Australopithecus afarensis

| Périodisation anglo-saxonne | Correspondance (approximative)                                    |
| --------------------------- | ----------------------------------------------------------------- |
| Early Stone Age (ESA)       | Paléolithique archaïque Paléolithique inférieur                   |
| Middle Stone Age (MSA)      | Paléolithique moyen                                               |
| Later Stone Age (LSA)       | Paléolithique supérieur Épipaléolithique Mésolithique Néolithique |

## Proto-histoire et histoire
Jadis les hommes écrivaient (?), dessinaient ou faisaient des signes pour marquer leur passage, consciemment ou non, permettant  aux historiens, chercheurs, poètes et aux scientifiques de récapituler l'histoire d'un peuple.
La vieille Afrique commence son existence au nord de l'Afrique jusqu'à l'Égypte antique.
La découverte du feu avait joué un rôle de développement au sein de l'Afrique et dans l'évolution de l'homme depuis l'Égypte Antique.
La découverte des métaux et de leur exploitation d'une manière artisanale fut progressive en raison des méthodes archaïques employées qui retardaient l'utilisation des métaux en abondance dans l'agriculture.
Ainsi, quelques instruments furent réservés aux communautés ou groupements d'Hommes tournés vers la civilisation.
Le brassage des civilisations par l'esclavage au sein de l'Afrique et hors de l'Afrique, le commerce entre régions et continents des matières comme le coton, le fer, le cuivre, l'or, sans oublier les guerres territoriales, les guerres d'invasion et les conquêtes d'autres puissances ont occasionné le déplacement excessif des peuples sous l'initiative des puissances et des royaumes.
L'immigration aussi due à la guerre tribale, l'esclavage et le commerce  éparpillèrent certaines parties de peuples dans différents endroits de l'Afrique.
Ainsi, avant la conquête coloniale, depuis l'Afrique du nord jusqu'à l'est, l'ouest et le sud de l'Afrique, des puissances apparaissent comme les Empire du Mali , Empire de Gao, Empire du Ghana, et aussi des Empires du nord issus des invasions de peuples européens au nord de l'Afrique comme en Égypte.
En conséquence, le peuplement de l'Afrique s'identifie par l'incarnation (?) des royaumes connus comme ceux du  Royaume d'Abomey , Empire ashanti, Royaume mossi et de royaumes peu connus comme celui du Royaume de Djanglanmey, dans l'ouest de l'Afrique.

## Civilisations

### Afrique du Nord

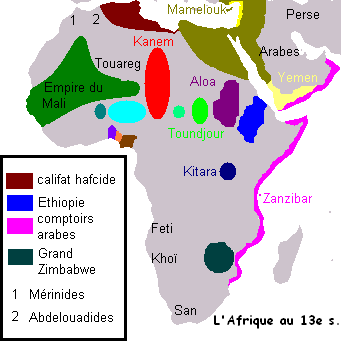
Afrique au XIIIe siècle.

| Entité                                  | Début          | Fin                    | Références |
| --------------------------------------- | -------------- | ---------------------- | ---------- |
| Nouvel Empire                           | 3100 av. J.-C. | 870 av. J.-C.          |            |
| Royaume de Kerma                        | 2500 av. J.-C. | 1500 av. J.-C.         |            |
| Royaume de Koush                        | 1070 av. J.-C. | 350 apr. J.-C.         |            |
| Civilisation carthaginoise              | 650 av. J.-C.  | IIIe siècle apr. J.-C. |            |
| Blemmyes                                | 600 av. J.-C.  | IIIe siècle apr. J.-C. | [ 7 ]      |
| Garamantes                              | 500 av. J.-C.  | 700 apr. J.-C.         |            |
| Royaume ptolémaïque                     | 306 av. J.-C.  | 30 av. J.-C.           |            |
| Première Maurétanie                     | 285 av. J.-C.  | 431 apr. J.-C.         |            |
| Numidie                                 | 202 av. J.-C.  | 46 av. J.-C.           |            |
| Makurie                                 | 340 apr. J.-C. | 1317 apr. J.-C.        |            |
| Nobatie                                 | 350 apr. J.-C. | 650 apr. J.-C.         |            |
| Royaume vandale                         | 435 apr. J.-C. | 534 apr. J.-C.         |            |
| Deuxième Maurétanie                     | 533 apr. J.-C. | 698 apr. J.-C.         |            |
| Émirat de Nekor                         | 710            | 1019                   |            |
| Berghouata                              | 744            | 1058                   |            |
| Émirat de Sijilmassa                    | 758            | 1055                   |            |
| Émirat des Rostémides                   | 767            | 909                    |            |
| Dynastie Idrisside                      | 789            | 974                    |            |
| Califat fatimide                        | 910            | 1171                   |            |
| Hammadides                              | 1014           | 1152                   |            |
| Dynastie Ziride                         | 1048           | 1148                   |            |
| Dynastie des Almoravides                | 1040           | 1147                   |            |
| Dynastie Khourassanides (1)             | 1059           | 1128                   |            |
| Dynastie Khourassanides (2)             | 1148           | 1158                   |            |
| Dynastie des Almohades                  | 1121           | 1269                   |            |
| Dynastie ayyoubide                      | 1171           | 1254                   |            |
| Hafsides                                | 1229           | 1574                   |            |
| Royaume zianide de Tlemcen              | 1235           | 1556                   |            |
| Dynastie Mérinide                       | 1248           | 1465                   |            |
| Sultanat mamelouk                       | 1250           | 1517                   |            |
| Dynastie Wattasside                     | 1420           | 1554                   |            |
| Sultanat de Sennar                      | 1504           | 1821                   |            |
| Saadi principauté de Souss et Tagmadert | 1509           | 1554                   |            |
| Royaume des Beni Abbès                  | 1510           | 1872                   |            |
| Dynastie Saadienne                      | 1554           | 1659                   |            |
| Principauté Naqsid de Tétouan           | 1597           | 1673                   |            |
| République du Bouregreg                 | 1627           | 1668                   |            |
| Dynastie Alaouite                       | 1666           | toujours existante     |            |
| Dynastie Muhammad Ali                   | 1914           | 1951                   |            |
| Dynastie Senussi                        | 1951           | 1969                   |            |

### Afrique de l'Est
| Entité                       | Début                   | Fin                 | Références |
| ---------------------------- | ----------------------- | ------------------- | ---------- |
| Royaume Bushi                | 1300 apr. J.-C.         | XIXe siècle         |            |
| Pays de Pount                | 2400 av. J.-C.          | 1069 av. J.-C.      |            |
| Pays de Pount                | 2400 av. J.-C.          | 1069 av. J.-C.      |            |
| Royaume de D'mt              | v. 980 av. J.-C.        | 400 av. J.-C.       |            |
| Royaume d'Aksoum             | 50 apr. J.-C.           | 937 apr. J.-C.      |            |
| Royaume de Bazin (en)        | IXe siècle              | IXe siècle          |            |
| Royaume de Belgin (en)       | IXe siècle              | IXe siècle          |            |
| Royaume de Jarin (en)        | IXe siècle              | IXe siècle          |            |
| Royaume de Qita'a (en)       | IXe siècle              | IXe siècle          |            |
| Royaume de Nagash (en)       | IXe siècle              | IXe siècle          |            |
| Royaume de Tankish (en)      | IXe siècle              | IXe siècle          |            |
| Sultanat de Mogadiscio       | Xe siècle               | XVIe siècle         |            |
| Sultanat de Kilwa            | 960                     | 1513                |            |
| Royaume de Medri Bahari (en) | 1137                    | 1890                |            |
| Empire éthiopien             | 1137                    | 1974                |            |
| Royaume Dadjo                | XIIe siècle             | XVe siècle          |            |
| Royaume d'Alodie             | XIIe siècle             | 1504                |            |
| Sultanat d'Ifat              | 1285                    | 1415                |            |
| Sultanat Warsangali          | 1298                    | 1886                |            |
| Royaume de Buganda           | 1300                    | N/A                 |            |
| Royaume du Burundi           | 1500                    | 1966                |            |
| Royaume du Rwanda            | 1300                    | 1959                |            |
| Sultanat Ajuran              | XIVe siècle             | XVIIe siècle        |            |
| Sultanat d'Adal              | 1415                    | 1555                |            |
| Sultanat de Sennar           | 1502                    | 1821                |            |
| Empire du Kitara             | 1300                    |                     | [ 8 ]      |
| Sultanat du Geledi           | fin du XVIIe siècle     | fin du XIXe siècle  |            |
| Premier Sultanat du Darfour  | 1603                    | 1874                |            |
| Sultanat d'Aussa             | 1734                    | 1936                |            |
| Sultanat majeerteen (en)     | milieu du XVIIIe siècle | début du XXe siècle |            |
| Royaume de Gomma             | début du XIXe siècle    | 1886                |            |
| Royaume de Jimma             | 1830                    | 1932                |            |
| Royaume de Gumma             | 1840                    | 1902                |            |
| Sultanat d'Hobyo             | 1880                    | années 1920         |            |
| Soudan mahdiste              | 1885                    | 1889                |            |
| Derviches Dhulbahante        | 1896                    | 1920                |            |
| Second Sultanat du Darfour   | 1898                    | 1916                |            |

### Afrique de l'Ouest

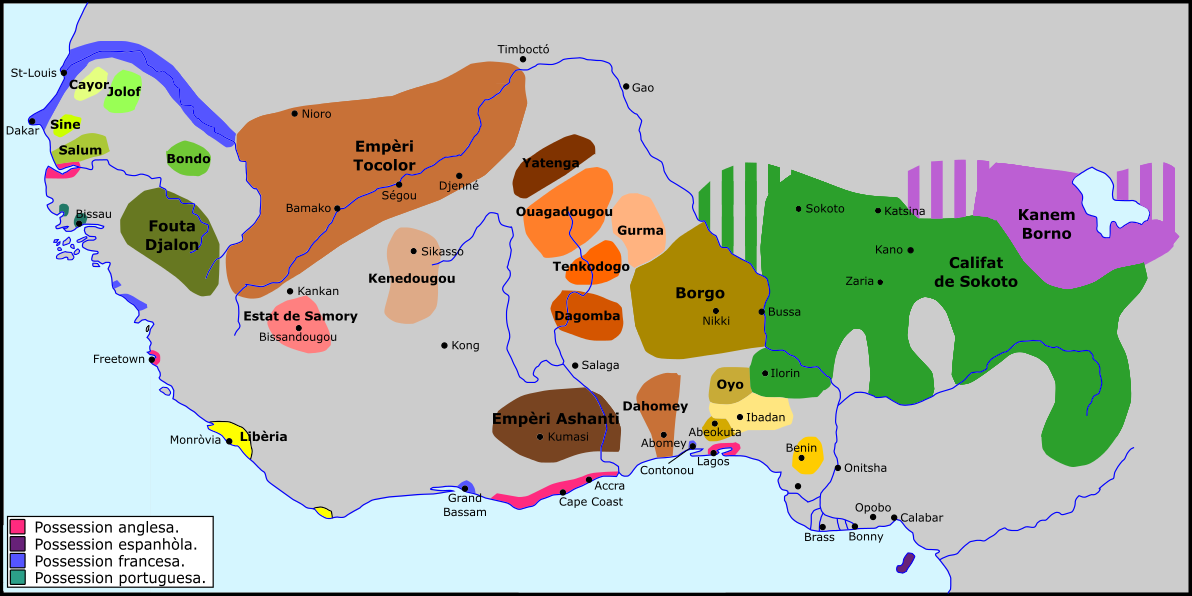
Afrique de l'Ouest vers 1875.

Afrique de l'Ouest vers 1530

| Entité                   | Début          | Fin             | Références |
| ------------------------ | -------------- | --------------- | ---------- |
| Civilisation nok         | 1250 av. J.-C. | 250 av. J.-C.   |            |
| Empire du Ghana          | 300 apr. J.-C. | 1200 apr. J.-C. |            |
| Royaume du Fouta-Toro    | 1512           | 1890            |            |
| Royaume de Nri           | 948            | 1911            |            |
| Bonoman                  | XIe siècle     | XIXe siècle     |            |
| Tekrour                  | Ve siècle      | XIIIe siècle    |            |
| Royaume du Bénin         | 1180           | 1897            |            |
| Empire d'Ife             | c. 1200        | 1420            |            |
| Empire du Mali           | 1235           | 1600            |            |
| Waalo                    | 1287           | 1855            |            |
| Djolof                   | 1350           | 1549            |            |
| Empire Wolof             | 1350           | 1889            |            |
| Royaume du Sine          | 1350           | 1969            |            |
| Royaume du Kanem-Bornou  | 1380           | 1893            |            |
| Royaume de Galam         |                |                 |            |
| Royaume de Dagomba       | 1409           | N/A             |            |
| Empire songhaï           | 1464           | 1591            |            |
| Royaume shilluk          | 1490           | 1865            |            |
| Royaume du Saloum        | 1493           | 1969            |            |
| Royaume du Cayor         | 1549           | 1886            | [ 9 ]      |
| Royaume du Baol          | 1549           | 1894            | [ 9 ]      |
| Fouta-Toro (Dénianké)    | 1490           | 1776            |            |
| Royaume du Saloum        | 1494           | 1969            |            |
| Royaume du Sine          | XIVe siècle    | XIXe siècle     |            |
| Kaabunké                 | 1537           | 1867            |            |
| Royaume bambara de Ségou | 1712           | 1861            |            |
| Califat de Sokoto        | 1804           | 1904            |            |
| Royaume du Dahomey       | 1600           | 1900            |            |
| Empire ashanti           | 1701           | 1894            |            |
| Royaumes Mossi           | XIe siècle     | 1896            |            |
| Empire kong              | 1710           | 1894            |            |
| Empire wassoulou         | 1878           | 1898            |            |
| Empire d'Oyo             | 1400           | 1895            |            |
| Confédération aro        | 1690           | 1902            |            |
| Royaume de Djanglanmey   | 1700           | 1900            |            |
| Royaume du Kénédougou    | 1845           | 1898            |            |
| Empire toucouleur        | 1848           | 1893            |            |
| Empire du Macina         | 1818           | 1862            |            |
| Imamat du Fouta-Djalon   | 1490           | 1896            |            |
| Royaumes haoussa         | XIe siècle     | 1804            |            |

### Afrique centrale
| Entité                       | Début                | Fin                    | Références |
| ---------------------------- | -------------------- | ---------------------- | ---------- |
| Civilisation Sao             | VIe siècle av. J.-C. | XVIe siècle apr. J.-C. |            |
| Royaume de La'djo (Bandjoun) | XVIIe siècle         | 1925                   |            |
| Royaume du Kanem-Bornou      | IXe siècle           | 1900                   |            |
| Royaume du Kongo             | 853                  | 1888                   |            |
| Royaume du Baguirmi          | 1522                 | 1897                   |            |
| Empire luba                  | 1585                 | 1885                   |            |
| Royaume de Ndongo            | XVIe siècle          | ?                      |            |
| Royaume de Matamba           | 1631                 | 1744                   |            |
| Royaume du Ouaddaï           | 1635                 | 1912                   |            |
| Royaume Lunda                | 1665                 | 1887                   |            |
| Royaume Kuba                 | 1600                 | N/A                    |            |

### Afrique australe
| Entité                               | Début          | Fin          | Références |
| ------------------------------------ | -------------- | ------------ | ---------- |
| Royaume de Mapela (en)               | 1055~          | 1400~        |            |
| Mapungubwe                           | IXe siècle     | XIVe siècle  |            |
| Royaume du Zimbabwe                  | 1220           | 1450         |            |
| Royaume Monomotapa/royaume de Mutapa | 1430/1450      | 1629/1760    |            |
| Royaume de Butua (dynastie Torwa)    | 1450           | 1683         |            |
| Royaume Maravi                       | 1480~          | 1891         |            |
| Royaume de Barue (en)                | 1480~          | ?            |            |
| Empire lozi                          | 1550~          | 1838         |            |
| Royaumes Ovambos                     | 1550~          | 1900~        |            |
| Empire rozvi                         | 1660/1684      | 1866         |            |
| Royaume de Madagascar                | 1540/1740      | 1896         |            |
| Royaume Manyika (en)                 | 1650~          | 1850~        |            |
| Royaumes tswanas                     | 1750~          | 1885/présent |            |
| Royaume thembu                       | ?              | 1885/présent |            |
| Royaume Nkhamanga (en)               | 1750~          | ?            |            |
| Confédération Mthethwa/Mtétua        | 1770/1780      | 1817/1820    |            |
| Royaume xhosa                        | 1775~          | 1885/présent |            |
| Royaume Ndwandwe                     | 1780~          | 1819/1825    |            |
| Royaume Hlubi                        | 1300/1780/1800 | présent      |            |
| Royaumes kavango                     | 1785           | présent      |            |
| Royaume Ngoni (en)                   | 1815           | présent      |            |
| Royaume zoulou                       | 1816           | 1897         |            |
| Royaume du Lesotho                   | 1822           | présent      |            |
| Royaume Mthwakazi/Ndébélé            | 1823           | 1894         |            |
| Royaume de Gaza                      | 1824           | 1895         |            |
| Royaumes Gricquas                    | 1826~          | 1890~        |            |
| Royaume Eswatini                     | 1840           | présent      |            |